# هاپی (لباس)

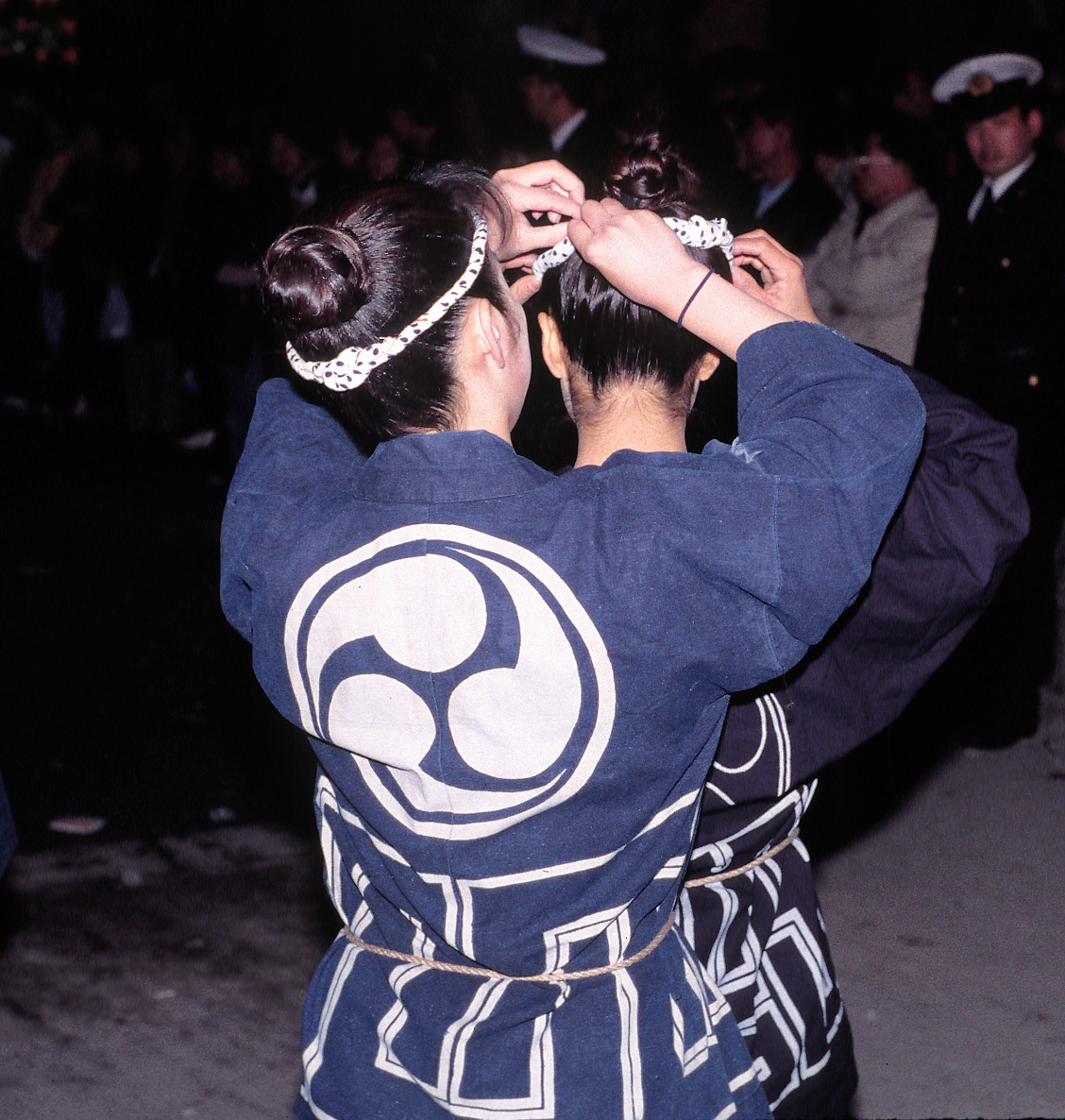
زنی که در ماتسوری هاپّی پوشیده‌است

هاپّی (法被) یک کت آستین دار سنتی ژاپنی است و معمولاً فقط در جشنواره‌های ژاپن (ماتسوری) استفاده می‌شود.